# Parc fermé

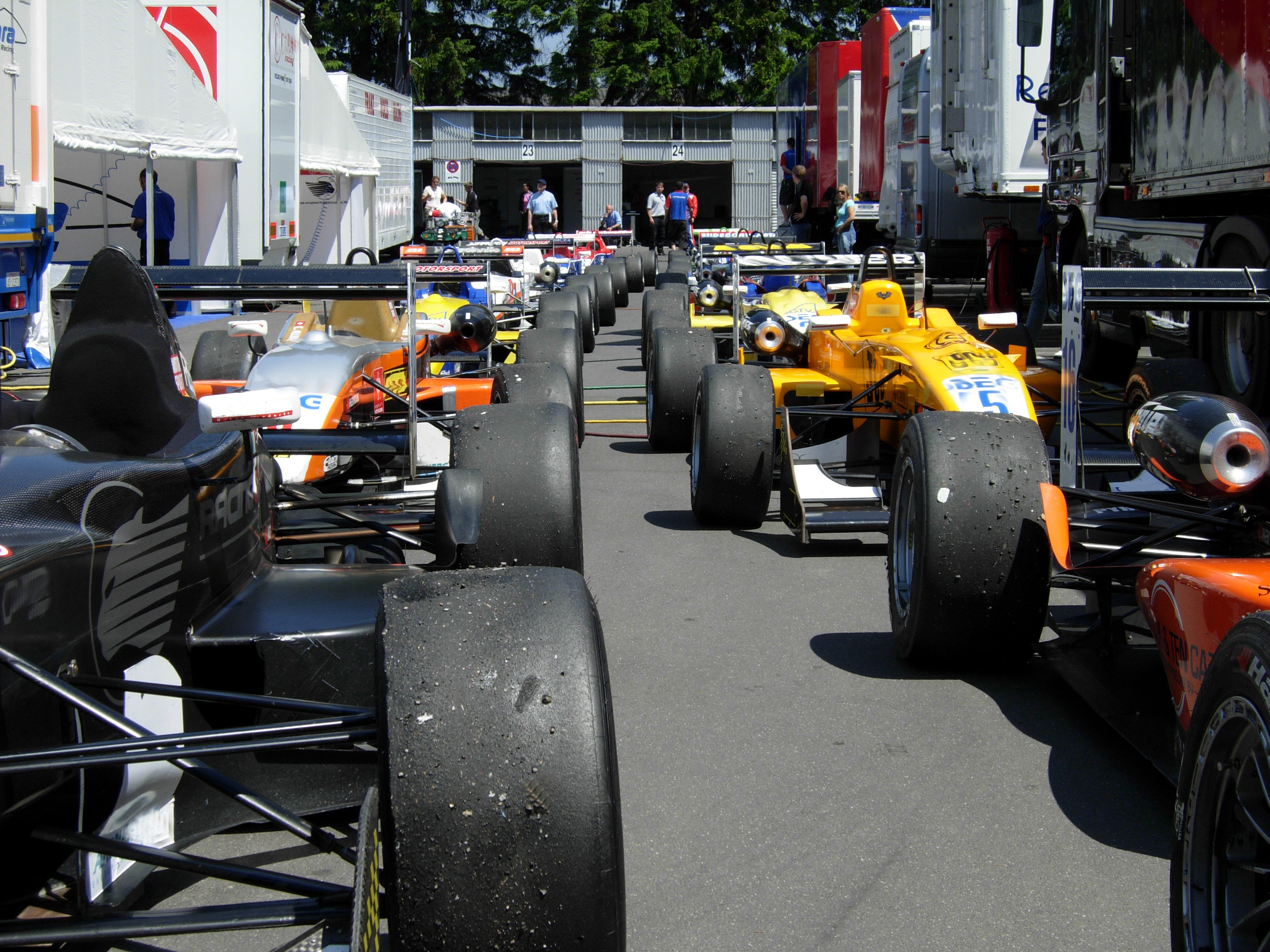
parc fermé ve Formuli 3

Parc fermé, ve francouzštině doslovně „uzavřený park“, je zabezpečená oblast na závodním okruhu, kde jsou auta držena během části závodního víkendu.

## Vymezení
Podle předpisů FIA musí být prostor dostatečně velký a zabezpečený, aby bylo možné zabránit neoprávněnému přístupu k vozům a zároveň umožnil provádění technických kontrol. Vozy musí být umístěny v parc fermé nejpozději tři a půl hodiny po skončení kvalifikace a zůstat v ní do pěti hodin před začátkem zahřívacího kola závodu. Během této doby se vozů nesmí nikdo dotýkat bez výslovného souhlasu komisařů FIA.
Vozy jsou však umístěny do „podmínek parc fermé“ od okamžiku, kdy vyjedou do prvního kvalifikačního kola, až do začátku zahřívacího kola závodu. Během této doby jsou povoleny pouze drobné úpravy, například výměna pneumatik, doplňování paliva, úpravy brzd nebo drobné úpravy křídel. Týmy nemohou mezi kvalifikací a závodem provádět zásadní změny v nastavení. Porušení těchto pravidel obvykle znamená, že auto musí startovat z boxové uličky.
Jedinou výjimkou je změna klimatických podmínek, kdy ředitel závodu může týmum povolit provedení nezbytných změn na vozech, nebo velice vážná nehoda, která mohla narušit integritu a bezpečnost vozu.
V duatlonu a triatlonu je parc fermé bezpečné místo, kde jsou uložena cyklistická kola. Ta mohou být přístupná pouze samotným sportovcům, protože cizí pomoc je v tomto sportu zakázána.